# Rudo (Bělehrad)
Rudo (v srbské cyrilici Рудо, neoficiálně známé pod názvem Východní brána Bělehradu, srbsky Источна капија Београда/Istočna kapija Beograda) je komplex brutalistických budov, které se nacházejí na jihovýchodním okraji srbské metropole Bělehradu. Přesněji jsou umístěny severovýchodně od sídliště Konjarnik. Neformální název si komplex získal díky tomu, že je prvním větším a dobře rozpoznatelným místem pro ty, kteří směřují do Bělehradu po dálnici z východu a jihu země (Niše, Leskovace, apod.). Oficiální název má objekt podle města Rudo v Bosně a Hercegovině.
Komplex tvoří tři obytné domy, které vznikly podle návrhu architektů Very Ćirković a Milutina Jerotijeviće. Architekt Dragolju Mićović, který vybral pro komplex současné jméno, také vykonával odborný dozor při výstavbě komplexu. Stavbu zrealizovala společnost Rad v letech 1973-1976. V roce 1976 se sem začali stěhovat první obyvatelé. Částečná rekonstrukce domů byla provedena v letech 2004 a 2008. Dlouhodobým problémem komplexu je odpadávání částí omítky z vysoké výšky na zem v bezprostřední blízkosti míst, kde se pohybují lidé. Do jednotlivých bytů také zatéká..
Tři výškové budovy mají každá výšku 85 m a 28 pater. Všechny jsou orientovány ke svému středu, kde se nachází dětské hřiště. Každá z výškových budov má 190 bytů; v každém z domů žije okolo 450 lidí.